# Touriga Nacional
Touriga Nacional ist eine autochthone Rotweinsorte aus Portugal. Sie wird hauptsächlich im Dourotal zur Port- und Rotweinproduktion angebaut.

## Herkunft
Die Rebsorte stammt aus Portugal. Eine DNA-Analyse zeigte eine nähere Verwandtschaft zur portugiesischen Rebsorte Tinta Barroca.

## Verbreitung
Das traditionelles Anbaugebiet der Sorte ist das Dourotal, aber auch Gebiete im Dão, Tras-os-Montes sowie im Alentejo werden bestockt. Ende der 1990er Jahre betrug die bestockte Rebfläche in Portugal ca. 2.760 ha. Kleinere Bestände sind auch in Australien, Südafrika und in den Vereinigten Staaten bekannt. Seit 2021 ist sie auch als Rotweintraube im Bordeaux zugelassen. Weltweit beträgt die Anbaufläche 2010 10.435 ha.

## Wein
Touriga Nacional wurde entlang des Douro vorwiegend für die Portweinproduktion angebaut. Die eher ertragsarme Rebsorte wird aber auch für die gewöhnliche Weinproduktion verwendet. Die aus der Touriga Nacional erzeugten Weine sind tanninreiche, geschmackvolle Rotweine mit einem hohen Alkoholgehalt, einer dunklen Farbe, einer ausbalancierten Säurestruktur, komplexen Würznoten und harzigen Aromen. Beste Erzeugnisse sind von ausgezeichneter Qualität und eignen sich als ausgesprochene Lagerweine mit hohem Reifepotenzial für körperreiche Weine.

## Ampelografische Merkmale
- Die Triebspitzen sind weißwollig behaart.
- Das junge Blatt ist bronziert. Das Blatt ist klein bis mittelgroß, fünflappig, breiter Mittellappen mit V-förmiger Stielbucht. Die Blattoberseite ist schwachblasig und die Unterseite schwachwollig behaart und ungleichmäßig gezähnt.
- Die Trauben sind klein, lockerbeerig, kegelförmig, leicht geschultert.
- Die Beeren sind mittelgroß, oval, dickschalig, blauviolett, beduftet und der Geschmack ist leicht adstringierend.

## Eigenschaften
Der Triebwuchs ist stark. Die Erträge sind gering und die Sorte hat eine gute Widerstandsfähigkeit gegen den Echten Mehltau.

## Synonyme
Die Bezeichnungen ‘Azal Espanhol’, ‘Bical’, ‘Bical Tinto’, ‘Mortagua’, ‘Mortagua Preto’, ‘Preto Mortagua’, ‘Tinta Mortagua’, ‘Toiriga’, ‘Touriga’, ‘Touriga Femea’, ‘Touriga Fina’, ‘Tourigão’, ‘Tourigo’, ‘Tourigo Antigo’, ‘Tourigo Do Dão’, ‘Tourigo Nacional’, ‘Touringa’, ‘Touriva’ und ‘Turiga’ werden synonym zu ‘Touriga Nacional‘ verwendet.